# Marianín (Lipovec)

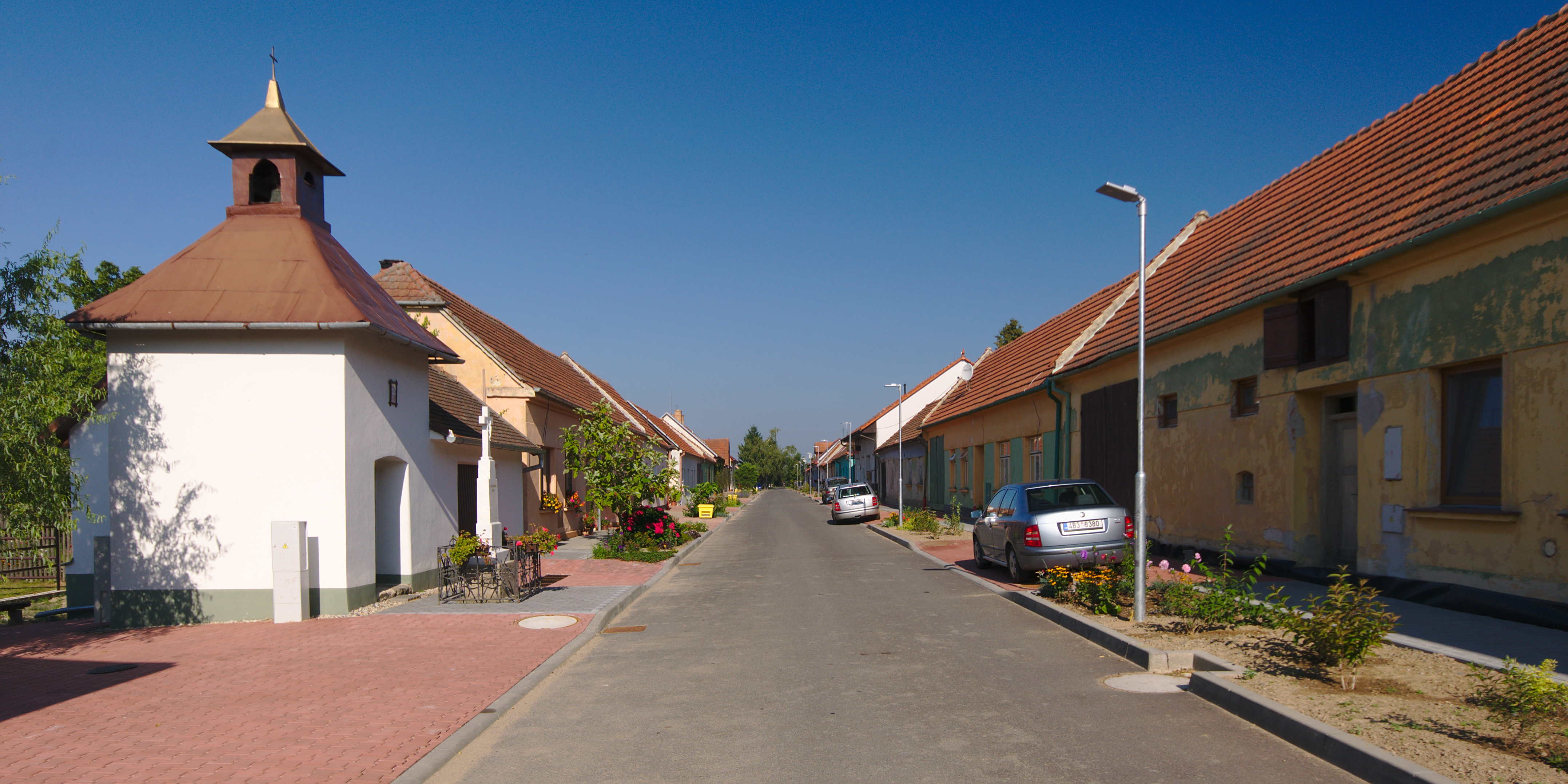
Marianín (2016)

Marianín (deutsch Mariendorf) ist ein Ortsteil der Gemeinde Lipovec in Tschechien. Er liegt 15 Kilometer östlich von Blansko und gehört zum Okres Blansko.

## Geographie
Marianín befindet sich östlich des Mährischen Karsts auf einer Hochfläche im Drahaner Bergland. Der Ort bildet eine Wasserscheide zwischen den Einzugsgebieten der Svitava im Westen und der March im Osten. Gegen Norden liegt das Tal des Bílá voda, südlich entspringt die Malá Haná. Südwestlich erhebt sich der Kojál (600 m).
Nachbarorte sind Rozstání im Norden, Odrůvky im Osten, Studnice und Kulířov im Südosten, Krásensko im Süden, Lipovec im Westen sowie Holštejn und Baldovec im Nordwesten.

## Geschichte
Das Zinsdorf Mariendorf/Marianow wurde 1813 an der Stelle eines der Herrschaft Raitz-Jedownitz gehörigen Hegerhauses am höchstgelegenen Gebiet des Dominiums angelegt. Der Gründer, Hugo Franz Altgraf zu Salm-Reifferscheidt, benannte die durch Verteilung von Rodenäckern als kleines Straßendorf entstandene neue Ansiedlung nach seiner Frau Marie Josephine McCaffry von Keanmore. 1843 bestand der Ort aus 27 Häusern, in den 120 Menschen lebten. Bis zur Mitte des 19. Jahrhunderts blieb Mariendorf immer den Grafen Salm-Reifferscheidt-Raitz untertänig.
Nach der Aufhebung der Patrimonialherrschaften bildete Mariendorf/Marianov ab 1850 einen Ortsteil der Gemeinde Lipovec in der Bezirkshauptmannschaft Boskowitz. 1923 wurde der Ortsname Mariánov in Marianín geändert. Während der deutschen Besetzung erfolgte 1940 der Beschluss zur Erweiterung des Schießplatzes Wischau zu einem großen Truppenübungsplatz der Wehrmacht. Zu den 33 für die Errichtung des Truppenübungsplatzes Wischau zu räumenden Dörfern gehörte in der letzten bis 1944 zu realisierenden Etappe auch Marianín. 1943 erfolgten die ersten Aussiedlungen. In den 29 Häusern des Ortes lebten zu dieser Zeit 143 Menschen. Die meisten der Vertriebenen kehrten nach Kriegsende zurück. 1948 wurde Marianín dem Okres Blansko zugeordnet. Auf dem nahe gelegenen Hügel Kojál entstand zwischen 1956 und 1958 ein Sendeturm für Fernsehen und Rundfunk. 1991 hatte das Dorf 64 Einwohner. Bei der Volkszählung von 2001 bestand Marianín aus 27 Häusern, in denen 60 Personen lebten. Gepfarrt ist das Dorf nach Lipovec.

## Ortsgliederung
Marianín ist Teil des Katastralbezirkes Lipovec u Blanska.

## Sehenswürdigkeiten
- mehrere Kreuze
- Sendeturm Kojál